# Magda
Magda er et pigenavn, der er opstået som en kortform af Magdalene. Navnet er ikke så almindeligt forekommende i Danmark, idet kun lidt over et tusinde danskere bærer navnet ifølge Danmarks Statistik.

## Kendte personer med navnet
- Magda Gabor, ungarsk-amerikansk skuespiller.
- Magda Goebbels, gift med Joseph Goebbels.
- Magda Julin, svensk kunstskøjteløber.

## Navnet anvendt i fiktion
- Magda er en figur i James Bond-filmen Octopussy.

## Andre anvendelser
- Axel og Magda Fuhrs Fond uddeler priser til støtte for kunstnere inden for teater, litteratur og musik.